# 灰斑弧犁头鳐
灰斑弧犁頭鰩（學名：[Acroteriobatus leucospilus] 错误：{{Lang}}：文本有斜体标记（帮助）），又稱灰斑犁頭鰩、灰斑琵琶鱝，為軟骨魚綱犁頭鰩目犁頭鰩科弧犁頭鰩屬的其中一種，被IUCN列為瀕危保育類動物，分布於西印度洋莫三比克南部至南非川斯凱中部海域，深度0至100公尺，本魚體延長而平扁，吻寬短而呈三角形，背面光滑，除了部分圍繞眶緣具有顆粒狀小齒外，沒有明顯的刺或小結節，齒細小而多，舖石狀排列。背鰭兩個，位於尾部，第一背鰭在腹鰭基底後方；尾鰭短小，上葉較大，下葉突出，後部無缺刻，吻部半透明，帶有細長的藍色斑點，呈現條紋鼻狀外觀，許多小的藍色斑點覆蓋著吻部、胸鰭、腹鰭、背鰭和尾鰭，體色沙褐色，背部有散部深褐色斑點，有時使尾柄呈藍色條紋狀，褶鰭和腹鰭面褶飾有白色的腹緣為白色和腹緣為白色，體長可達100公分，棲息於沿海海域，為底棲性魚類，肉食性，以甲殼類、腹足類、硬骨魚為食，卵胎生，生活習性不明，可作為食用魚。